# Насіннєїд великий
Насіннєїд великий (Catamenia inornata) — вид горобцеподібних птахів родини саякових (Thraupidae). Мешкає в Андах.

## Підвиди
Виділяють чотири підвиди:

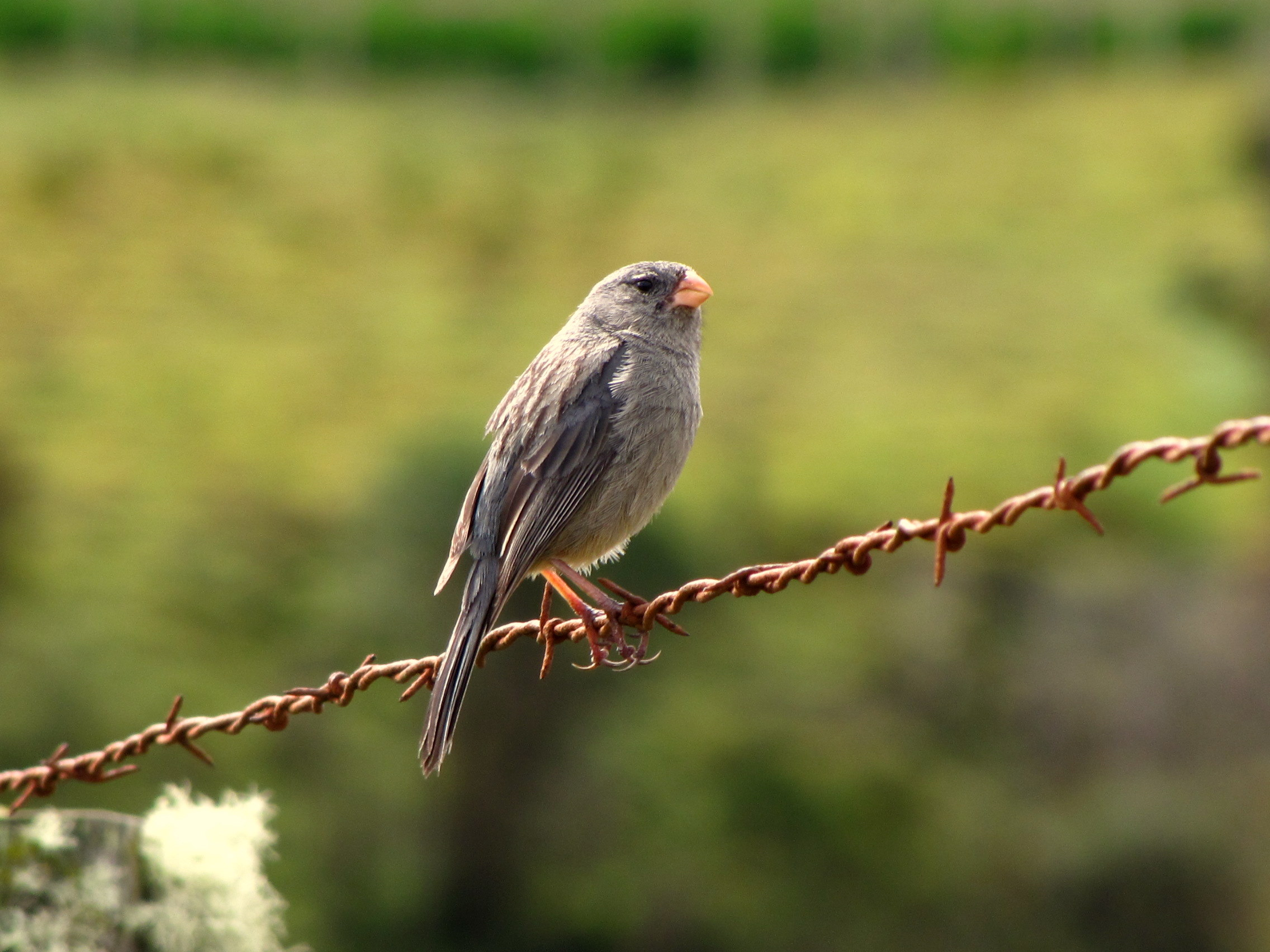
Великий насіннєїд

- C. i. mucuchiesi Phelps & Gilliard, 1941 — Кордильєра-де-Мерида (західжна Венесуела);
- C. i. minor Berlepsch, 1885 — Анди на заході Венесуели (Тачира), в Колумбії, Еквадорі і Перу (на південь до Хуніну);
- C. i. inornata (Lafresnaye, 1847) — Анди в Перу (на південь від Куско), на крайній півночі Чилі (Аріка-і-Парінакота), в Болівії і Аргентині;
- C. i. cordobensis Nores & Yzurieta, 1983 — Сьєррас-де-Кордова[en] (захід центральної Аргентини).

## Поширення і екологія
Малі насіннєїди мешкають у Венесуелі, Колумбії, Еквадорі, Перу, Болівії, Чилі і Аргентині. Вони живуть на високогірних луках парано і пуна, у високогірних чагарникових заростях та на пасовищах. Зустрічаються на висоті від 2500 до 4000 м над рівнем моря.